# 大気安定度
大気安定度（たいきあんていど）とは、気象学における概念で、力学的・熱力学的に平衡状態にある大気に微小擾乱を発生させたときの、その大気の振る舞いを表す。擾乱が弱まってもとの平衡状態に戻る場合は安定、擾乱が強まって元の状態に戻らない場合は不安定という。また、不安定の度合いについて考えるときは不安定度とも呼ぶ。
気象予報では、多くの場合大気の安定度といえば静的安定度、特に対流不安定のことを指す。これを一般には「大気の状態が不安定」と言い換え、一般向けの天気予報などではより分かりやすい「不安定な天気」または単に「不安定」と言い換えることが多い。

## 概説
擾乱とは、例えば厚みのある（平衡状態の）大気の中で空気の塊を持ち上げることであり、これが起こると、空気は上昇し続けるかもとの場所に下降しようとする。大気の状態により、その空気の上昇幅・下降幅が異なってくる。また擾乱とは、例えば偏西風のよう南北に波打つ気流に別の波を発生させることであり、これが起こると、この波は増幅するか減衰して元の状態に戻ろうとする。大気の状態により、その気流の波の増幅度・減衰度が異なってくる。
前者の例えは静的安定度（）または静力学的安定度、後者の例えは動的安定度（）または動力学的安定度にあたる。静的安定度は、静止した成層安定の大気での安定度を指す。動的安定度は、平衡運動をしている大気での安定度を指す。

## 静的安定度
大気の安定度を考える上で、静的安定度 (static stability) という考え方がある。
静水圧平衡の状態にある大気の中で、空気塊を鉛直方向に変位させる（物理学的に安定し静止した大気の中で、空気を上下に移動させる）と、元の位置に戻ろうとするか、そのまま変位し続けるかのどちらかとなる。前者を静的安定、後者を静的不安定な大気と呼ぶ。ここで、静的安定度は以下のように定義される：
{\displaystyle S=-{\frac {a}{g}}{\frac {\partial (\ln \theta )}{\partial p}}}
ここで、a は比容、g は重力加速度、θは温位、pは気圧を表す。これを理想気体の状態方程式などを用いて変形すると、以下のようになる：
{\displaystyle {\begin{aligned}S&=-{\frac {RT}{pg}}{\frac {1}{\theta }}{\frac {\partial \theta }{\partial p}}={\frac {\partial p}{\partial z}}{\frac {1}{\theta }}{\frac {\partial \theta }{\partial p}}\\&=-{\frac {1}{\theta }}{\frac {\partial \theta }{\partial z}}\end{aligned}}}
ここで、∂θ/∂z は温位勾配である。静的安定度が正か負か、つまり安定か不安定かは、この温位勾配の正負によって決まる。
∂θ/∂z ≦ 0 のとき、絶対不安定となる。また、∂θ/∂z > 0 のときは、その時点では安定であるが、さらに上昇したときの状態を他の変数を用いて考える必要がある。
ここで用いるのが相当温位θeと飽和相当温位θe*である。∂θe/∂z ≦ 0 のときは、さらに空気塊が上昇すれば不安定となり、下記の対流不安定にあたる。また、∂θe*/∂z ≦ 0のときは、その地点で空気塊中の水蒸気が飽和すれば不安定となり、下記の条件付不安定にあたる。

## 成層安定度
成層安定度とは、大気の成層状態の安定度を表す用語。静的安定度の1つ。大気はふつう、高度が上昇するとともに一定の割合（100メートルにつき約0.6度程度=気温減率）で気温が下がり、湿度は少しずつ下がる。長期間大気の調査をするとこれが平均的な状態だが、これが変わる場合がある。
成層状態が変わって、大気の対流が発生しやすくなり雲が発達するような大気を成層不安定 (instable stratification) な大気または不安定成層と言い、これが起こりにくい大気を成層安定 (stable stratification) な大気または安定成層と言う。
安定成層のもとでは、天候の変化は緩やかである。不安定成層のもとでは、成層の不安定度が高いと、積乱雲が発達しやすく、短時間強雨、雷、突風、急激な温度・湿度・気圧の変化などが起きやすい。
成層不安定には、いくつかの種類がある。
大気の地上に近い層の温度が高く、上空の温度が低いとき、条件付不安定や絶対不安定という状態になる。温度差が大きいほど不安定の度合いは大きい。風の作用で地上の空気が持ち上げられ、その空気中で雲が発生し、さらに持ち上げられると、対流が成長し雲も成長する。上空に寒気特に寒冷低気圧がやってきたとき、地上が晴天などによって高温となったときになりやすい。
大気の地上に近い層の湿度が高く、上空の湿度が低いとき、対流不安定（または潜在不安定、ポテンシャル不安定、熱的不安定とも）という状態になる。湿度差が大きいほど不安定の度合いは大きい。大気が対流不安定のときに風の作用で空気が持ち上げられると、条件付不安定や絶対不安定の度合いが大きくなる。気流の影響で、地上に湿った空気（湿暖気流）がやってきたとき、上空に乾いた空気がやってきたときになりやすい。
ただし、条件付不安定や対流不安定であっても、対流が発生して発達するかどうかは、その大気中を流れる風（多くの場合上昇気流）に左右される。風が対流のきっかけを作り、風が無ければ対流が起こらないからである。

## 対流安定度
相当温位が高度の上昇とともに低下する大気では、対流活動が活発になる。このような状態を対流不安定 (convective instability) という。相当温位が高いと湿度が高い。従って、大気の下層（地表から上空約1500メートル付近まで）が湿っているほど、中層（上空約5000メートル付近まで）や上層（上空約5000メートル以上）が乾燥しているほど、対流不安定の度合いが大きくなる。
また、対流不安定の大気では、擾乱の振幅によって、大気の安定度が異なる状況が発生する。これを潜在不安定 (latent instability) という。
潜在不安定は、基本となる大気場が条件付不安定でかつ空気塊が飽和していないときに起こるものである。微小振幅の擾乱では空気塊が飽和せず、対流が成長しないので大気は安定しているが、有限振幅の擾乱では空気塊が飽和して、対流が成長するので大気が不安定になる。微小振幅の擾乱のままであれば安定することから、ポテンシャル不安定 (potential instability) とも言う。また、熱的不安定 (thermal instability) とも言う。
対流有効位置エネルギー (CAPE) や対流抑制 (CIN) は潜在不安定の指標として用いられる。CAPEの値が大きいほど対流が起こりやすく大気が不安定であることを表す。また、CAPEとCINの値を比較して、CAPEが大きい場合は真性潜在不安定、CINが大きい場合は偽似潜在不安定と言う。実際に大気の不安定度を考える際はこれらに加えていくつかの指標を参考にする。

## 条件付不安定
水蒸気を含んだ大気（湿潤大気）が断熱上昇すると、水蒸気が凝結・昇華して雨や雪などになる。凝結・昇華の際には潜熱が放出されるが、通常の大気では雨や雪が重力によって落下し、上昇した大気からは分離されてしまう（重力分離）。次にその大気が断熱下降する際、重力分離が無ければ雨や雪が蒸発・昇華する際に潜熱を奪って大気はもとの温度に戻るが、重力分離があると潜熱が空気の中に保存されてしまうため、温度変化が大きくなってしまう。
この変化をエマグラムで見ると、断熱上昇時は湿潤断熱温度勾配をたどり、断熱下降時は、重力分離が無ければ湿潤断熱温度勾配、あれば乾燥断熱温度勾配をたどる。前者は可逆変化、後者は不可逆変化であり、通常の大気は後者であるため、温度の上昇によって対流が成長し、大気が不安定化する。
この見方では、エマグラムにおける基本となる大気場の温度勾配によって、対流の安定性は3つに分類される。
- 乾燥断熱温度勾配よりも大きい - 絶対不安定 (absolute instability)
- 乾燥断熱温度勾配と湿潤断熱温度勾配の中間 - 条件付不安定 (conditional instability)
- 湿潤断熱温度勾配よりも小さい - 絶対安定 (absolute stability)

絶対不安定の状態では、上昇気流は周囲よりも高温、下降気流は周囲よりも低温となるので、ともに対流を促進し限りなく対流が成長する。一方、絶対安定の状態はその逆で、ともに対流を抑制し対流が次第に解消される。
条件付不安定の状態では、上昇気流も下降気流も周囲よりも高温となるので、上昇気流は対流を促進し、下降気流は対流を抑制する。鉛直流（上昇気流と下降気流の総称）の符号（上か下か）という条件によって対流の成長が左右されるので、条件付不安定と言う。地球の対流圏のほとんどは条件付不安定である。
条件付不安定のうち、小規模な対流が多数集まって、それらの相互作用により大きな対流までもが成長するものを第2種条件付不安定 (CISK) と言う。これ以外の、大きな対流が成長しないものを第1種条件付不安定 (CIFK) と言う。CISKの主なものが熱帯低気圧であり、熱帯地方でよく起こる。

## 成層不安定時の天気

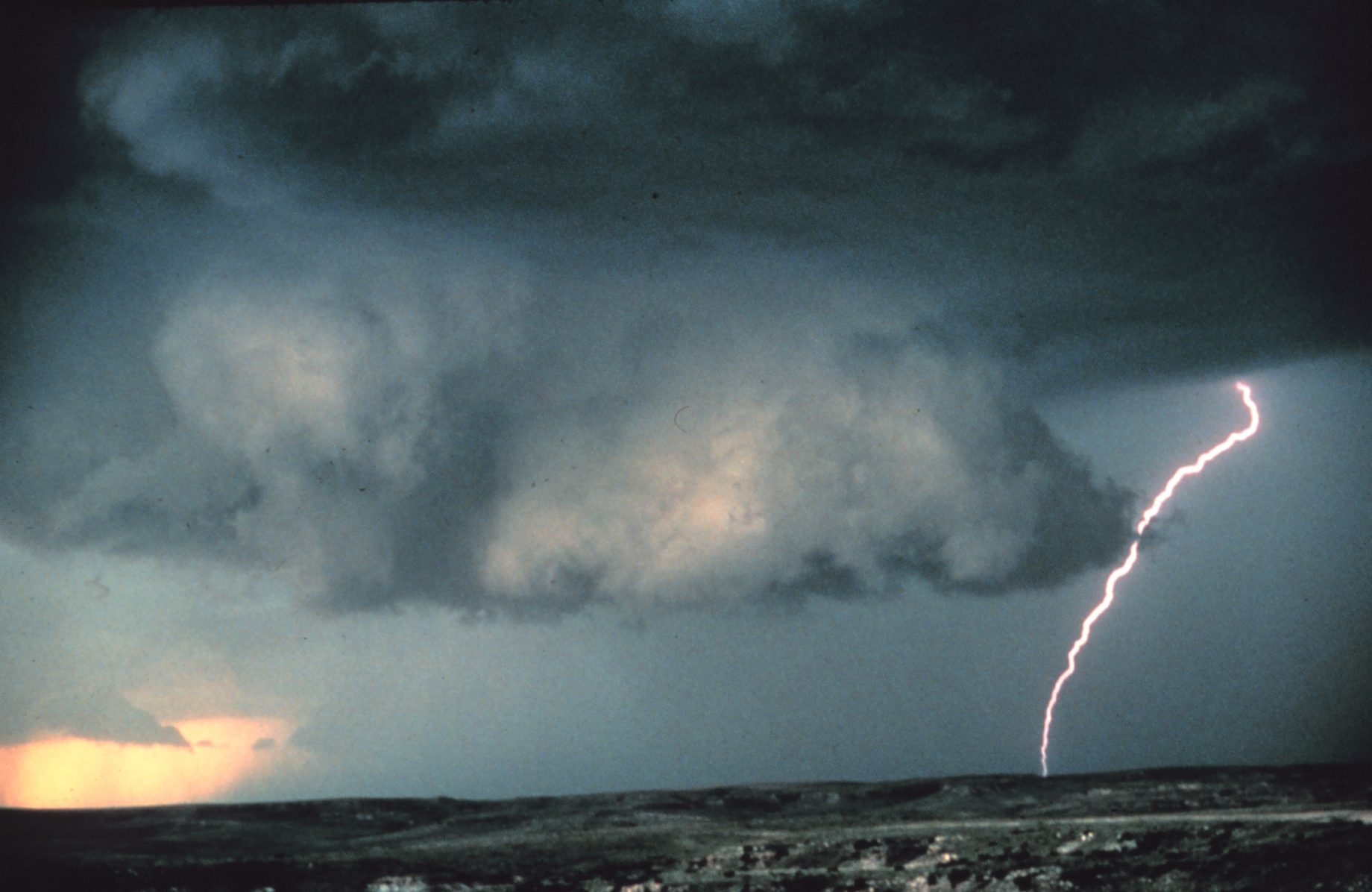
成層不安定時の典型的な気象、雷雨。

強い成層不安定の状態が続くと、積乱雲が発達して、短時間強雨、雷、突風、急激な温度・湿度・気圧の変化などの特徴的な気象現象が発生する。これらの多くは局地現象といって、現象は激しく、現象が続く時間は短い。
典型的な成層不安定時の現象である夕立の例を挙げれば、ほんの1 - 2時間の間に、晴れた状態から急に曇りになり、雷が鳴り始め、冷たい風が吹き、大粒の雨が降り出して急激に雨が強まったかと思えば、降ったり止んだりを繰り返し、やがて曇りになり、次第に晴れてくる。
夕立は不安定成層の範囲が狭いので、雨風などの現象が続くのは数時間である。一方、不安定成層の範囲は大小さまざまであり、細長い前線が長時間かかり続けるなどすると、現象が数日続くこともある。
成層不安定の際には、積雲、積乱雲、乱層雲ができやすく、不安定な状態が強まっているときにはこれらの雲が次第に成長していく。そのため、特別な気象観測の道具などが無くても、こういった空の状態から成層不安定による天候の急変を察知することが可能である。
大気の上下で気温の差が大きいほど、また、（特に下層の）大気に含まれる水蒸気の量が多いほど、成層不安定になりやすい。これは、前節で説明した対流の成長過程に関係している。
条件付不安定の状態では上昇気流は対流を促進するが、上昇気流は普通、空気塊の温度が上昇に伴って周囲と同じ温度まで冷やされるまで上昇し続ける。ここで、空気塊の温度が高いほど、上昇により冷やされる時間が長くかかり、高く上昇する、つまり強い上昇気流になり、より大きな対流を作り出す。また、空気塊の温度が高いと、飽和水蒸気量が多くなるため、含むことができる水分の量も多くなる。含まれる水分が多ければ、空気塊の上昇時に凝結して（雨や雪となって）重力分離する量が増え、その後の下降時に残される潜熱の量も増える。つまり、（上昇→下降という一連の）対流の前後での気温の上昇幅も大きくなり、先に述べた空気塊の温度をさらに高くして、対流をより促進する結果となる。
このような、大きな気温差や多湿の環境を作り出しやすいコンディションは、前線が通過するとき、上空に寒気が流入したとき、湿暖流（湿暖気流）が流入したとき、日差しが強く地上の気温の上昇が著しいときなどである。
また、成層不安定の起こりやすさは地形にも関係している。山沿いでは山谷風で上昇気流が発生するため、対流のきっかけができやすい。また、海陸風の影響で、陸地では日中の特に夕方ぐらいに上昇気流が起こりやすく、海上では夜中に上昇気流が起こりやすい傾向がある。
成層不安定度を示す指標にCAPEやCINなどがあるが、これらは不安定の度合いを示すもので、実際の対流の強弱とは異なる場合があり、これらのみを用いて予報を行うと誤りにつながる。気象予報では、対流や荒天の状態をより実態に近い指標を用いて表現し、予報に利用している。雷雨の有無を判断できるショワルター安定指数（SSIまたはSHOW）、雷雨の度合いを判断できるリフティド指数 (LIFT)、雷の発生確率を判断できるK指数 (KINX)、雷雨の規模を判断できるトータルトータルズ指数 (TOTAL) などがある。

## 動的不安定
流れのある大気中では、場所によって風速に差（シアー、ウインドシア）ができることがある。これがあると、常に不安定であるが、シアーが大きくなければ顕在化しない。
傾圧の大気では、温度風主体の風の鉛直シアーが大きいと擾乱が発達するため、これを傾圧不安定という。
順圧の大気では、鉛直シアーはないが、風の水平分布において絶対渦度に極小値があるとき擾乱が発達するため、これを順圧不安定という。
また、密度差のある2つの成層した大気層があり、その間で水平シアーがあるとき、2層の間で擾乱が発達する。これをケルビン・ヘルムホルツ不安定という。
温帯低気圧は傾圧不安定により発生すると考えられている。